# Takahiro Arai
Pour les articles homonymes, voir Arai (homonymie).
 (février 2013).
Si vous disposez d'ouvrages ou d'articles de référence ou si vous connaissez des sites web de qualité traitant du thème abordé ici, merci de compléter l'article en donnant les références utiles à sa vérifiabilité et en les liant à la section « Notes et références ».
Takahiro Arai (新井隆広), né le 16 juin 1982, est un mangaka japonais. Peu d’informations existent sur sa carrière avant la série Darren Shan (inspiré en partie de l'œuvre irlandaise Darren Shan).

## Biographie
Après avoir un peu travaillé en tant qu'assistant, il est repéré lors d'un concours et démarre alors une carrière solo.
Fort du succès de sa première publication, il a créé sa première œuvre originale, AR∀GO (prépublication entre 2009 et 2011), qui prend place dans une Angleterre moderne où des créatures fantastiques du folklore européen (en particulier Irlandais) donnent du fil à retordre au héros éponyme.
Rien d’étonnant que l’action prenne place dans un univers occidental, tant le mangaka semble avoir apprécié son séjour de reconnaissance lorsqu’il travaillait sur Darren Shan (prépublication entre 2006 et 2009).
En 2013, il commence à publier une adaptation du roman de Victor Hugo, Les Misérables. Les premiers tomes commencent à être édités en France en 2015 par Kurokawa (note 1).